# Валбрембо
Валбрембо (итал. Valbrembo) је насеље у Италији у округу Бергамо, региону Ломбардија.
Према процени из 2011. у насељу је живело 3458 становника. Насеље се налази на надморској висини од 266 м.

## Становништво
| 1931. | 1936. | 1951. | 1961. | 1971. | 1981. | 1991. | 2001. | 2011. |
| ----- | ----- | ----- | ----- | ----- | ----- | ----- | ----- | ----- |
| 1.303 | 1.332 | 1.547 | 1.604 | 1.976 | 2.681 | 3.292 | 3.587 | 3.886 |